# Pascal Olmeta
Pascal Olmeta (ur. 7 kwietnia 1961 w Bastii) – francuski piłkarz grający na pozycji bramkarza.  Były reprezentant Francji w piłce plażowej.

## Kariera klubowa
Karierę piłkarską Olmeta rozpoczął w klubie SC Bastia. W 1982 roku zadebiutował w jego barwach w Ligue 1, a już w sezonie 1983/1984 był podstawowym bramkarzem tego zespołu. W 1984 roku odszedł do Sportingu Toulon Var, gdzie podobnie jak w klubie z Korsyki, był pierwszym golkiperem. W 1986 roku odszedł do paryskiego klubu Matra Racing. Jego barw bronił przez 4 lata. W 1990 roku spadł z nim do Ligue 2.
Latem 1990 roku Olmeta przeszedł do Olympique Marsylia. W 1991 i 1992 roku wywalczył z Olympique dwa tytuły mistrza Francji będąc pierwszym bramkarzem klubu z Marsylii. W sezonie 1992/1993 stracił miejsce w składzie na rzecz Fabiena Bartheza. Olympique wygrało rozgrywki Ligi Mistrzów, jednak w finale z Milanem (1:0) Olmeta był rezerwowym.
W 1993 roku Olmeta odszedł z Olympique Marsylia do Olympique Lyon. W 1995 roku wywalczył z nim wicemistrzostwo Francji. W 1997 roku odszedł do Espanyolu Barcelona, jednak nie rozegrał w nim żadnego meczu w Primera División. W latach 1998–1999 grał w Gazélec Ajaccio, w którym zakończył karierę piłkarską.
| Sezon   | Klub                | Kraj      | Rozgrywki        | Mecze | Bramki |
| ------- | ------------------- | --------- | ---------------- | ----- | ------ |
| 1982/83 | SC Bastia           | Francja   | Ligue 1          | 7     | 0      |
| 1983/84 | SC Bastia           | Francja   | Ligue 1          | 38    | 0      |
| 1984/85 | Sporting Toulon Var | Francja   | Ligue 1          | 38    | 0      |
| 1985/86 | Sporting Toulon Var | Francja   | Ligue 1          | 38    | 0      |
| 1986/87 | Matra Racing        | Francja   | Ligue 1          | 28    | 0      |
| 1987/88 | Matra Racing        | Francja   | Ligue 1          | 38    | 0      |
| 1988/89 | Matra Racing        | Francja   | Ligue 1          | 36    | 0      |
| 1989/90 | Matra Racing        | Francja   | Ligue 1          | 36    | 0      |
| 1990/91 | Olympique Marsylia  | Francja   | Ligue 1          | 38    | 0      |
| 1991/92 | Olympique Marsylia  | Francja   | Ligue 1          | 38    | 0      |
| 1992/93 | Olympique Marsylia  | Francja   | Ligue 1          | 8     | 0      |
| 1993/94 | Olympique Lyon      | Francja   | Ligue 1          | 36    | 0      |
| 1994/95 | Olympique Lyon      | Francja   | Ligue 1          | 37    | 0      |
| 1995/96 | Olympique Lyon      | Francja   | Ligue 1          | 36    | 0      |
| 1996/97 | Olympique Lyon      | Francja   | Ligue 1          | 22    | 0      |
| 1997/98 | RCD Espanyol        | Hiszpania | Primera División | 0     | 0      |
| 1997/98 | Gazélec Ajaccio     | Francja   | Ligue 2          | ?     | 0      |
| 1998/99 | Gazélec Ajaccio     | Francja   | Ligue 2          | ?     | 0      |